# Serguéi Shústikov
Serguéi Shústikov (en ruso: Сергей Викторович Шустиков; Moscú, 30 de septiembre de 1970-ibídem, 7 de enero de 2016) fue un entrenador y jugador de fútbol ruso que jugaba en la demarcación de centrocampista.

## Selección nacional
Jugó un total de dos partidos para la selección de fútbol de la Comunidad de Estados Independientes. Hizo su debut el 2 de febrero de 1992 en un partido amistoso contra los Estados Unidos que finalizó con un resultado de 2-1 a favor del conjunto estadounidense. Diez días después jugó su segundo y último partido como internacional, esta vez contra Israel, también amistoso, que acabó con un marcador de 1-2 a favor del conjunto de Shústikov.

## Clubes

### Como futbolista
| Club                | País   | Año       | Partidos | Goles |
| ------------------- | ------ | --------- | -------- | ----- |
| Torpedo de Moscú    | Rusia  | 1988-1996 | 145      | 4     |
| Racing de Santander | España | 1996      | 8        | 0     |
| PFC CSKA Moscú      | Rusia  | 1997-1998 | 32       | 1     |
| Racing de Santander | España | 1998-2000 | 38       | 1     |
| CA Osasuna          | España | 2000-2001 | 0        | 0     |
| FC Moscú            | Rusia  | 2001-2004 | 73       | 0     |

### Como entrenador
| Club               | País  | Año       |
| ------------------ | ----- | --------- |
| FC Solyaris Moscow | Rusia | 2014-2015 |